# Park Sung-jin
Đây là một tên người Triều Tiên, họ là Park (tên người Triều Tiên).
Park Sung-jin (tiếng Hàn: 박성진; sinh ngày 28 tháng 1 năm 1985) là một cầu thủ bóng đá Hàn Quốc thi đấu ở vị trí tiền đạo cho FC Anyang ở K League 2.

## Sự nghiệp
Anh ký hợp đồng với đội bóng tại Giải Quốc gia Hàn Quốc Goyang KB năm 2007. Sau khi đội bóng của anh giải thể năm 2013, Park gia nhập FC Anyang. Anh được chỉ định làm đội trưởng vào năm 2014.